# Havel (Schiff, 1925)
Die Havel war ein Fahrgastschiff, das auf den Berliner Gewässern eingesetzt wurde.

## Geschichte
Das Schiff wurde 1925 auf der Anker-Werft gebaut und trug zunächst den Namen Dora. Es war eines der ersten großen Dieselmotorschiffe, die in Berlin im Fahrgastbetrieb eingesetzt wurden. 1931 gehörte die Dora zur Flotte der Reederei Richard Eckner und hatte eine Zulassung zur Beförderung von 160 Personen. Wenige Jahre später, 1935, trug Eckners Flaggschiff laut Kurt Groggert den Namen Horrido und hatte eine Zulassung für die Beförderung von 203 Personen. Über einen Anlass zu diesem Namenswechsel, etwa einen Umbau, der auch die Kapazitätsveränderung begründen könnte, berichtet Groggert nichts. Er geht jedoch, wie man an seinem Register erkennen kann, eindeutig davon aus, dass die Horrido die ehemalige Dora war und nicht etwa ein anderes Schiff. Dieser Auffassung folgt man auch im Binnenschifferforum. Dort ist allerdings zu lesen, der Namenswechsel von Dora zu Horrido habe erst 1951 stattgefunden.
1970, mittlerweile Bestandteil der Weißen Flotte Berlin, wurde die Horrido in Havel umgetauft. 1974 wurde sie umgebaut und auf 25 Meter verlängert.  
Während Groggert sich zum Verbleib der Havel überhaupt nicht äußert, ist im Binnenschifferforum zu lesen, das Schiff sei 1982 zur „Schiffsgaststätte an Land in Senzig“ geworden und trage als solche den Namen Senziger Hof. Mittlerweile scheint das Schiff als Pension genutzt zu werden.